# John Chetwynd (2e vicomte Chetwynd)
John Chetwynd, 2e vicomte Chetwynd (env. 1680 - 21 juin 1767) est un diplomate et homme politique britannique qui siège à la Chambre des communes entre 1715 et 1747.

## Biographie

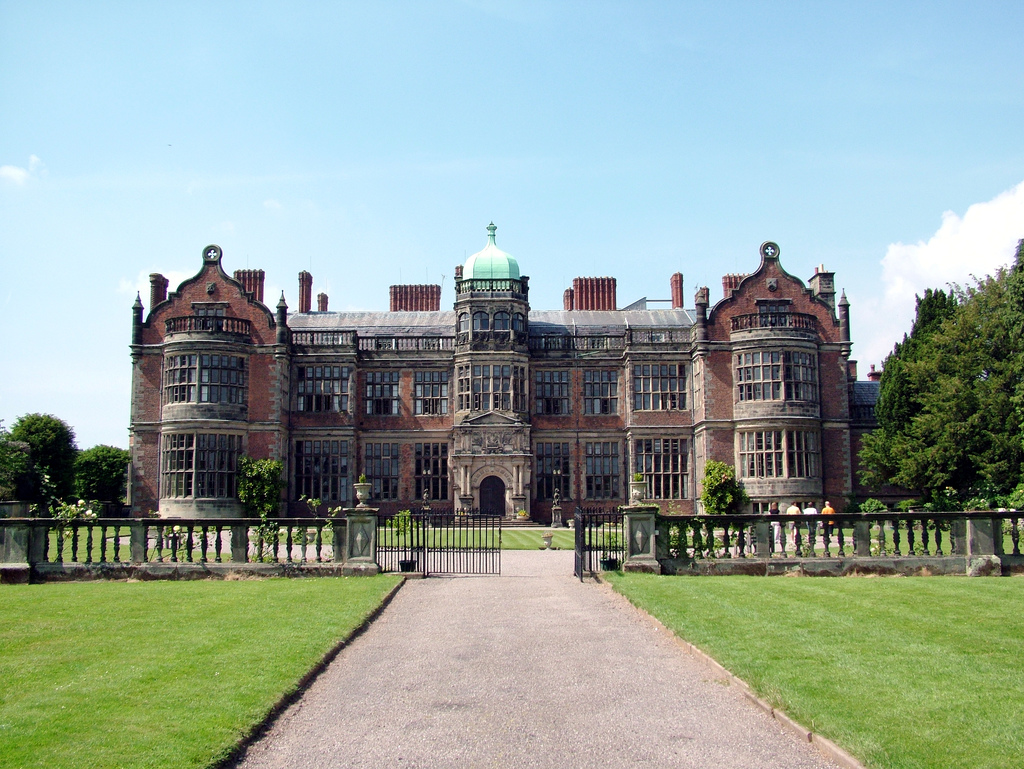
Ingestre Hall

Il est le deuxième fils de John Chetwynd d'Ingestre et de son épouse Lucy Roane, fille de Robert Roane de Tolhurst Farm, dans le Surrey. En 1699, il est secrétaire du duc de Manchester à Paris jusqu'en 1701. Il est receveur général du Duché de Lancastre de 1702 à 1718. Il est secrétaire à Turin de 1703 à 1706 puis ambassadeur britannique en Savoie jusqu'en 1713.
Il est nommé Lord du commerce en 1714 et est élu sans opposition comme député de St Mawes aux Élections générales britanniques de 1715. En 1717, il est envoyé en tant qu'ambassadeur extraordinaire britannique à Madrid pour négocier un traité commercial et reste jusqu'au déclenchement de la Guerre de la Quadruple-Alliance. Il est réélu sans opposition en tant que député de Stockbridge lors des Élections générales britanniques de 1722 puis en 1727. Cependant, en 1728, il perd son poste de Lord du commerce et décide, en 1734 de ne pas se porter candidat au Parlement.
À la mort de son frère aîné, Walter Chetwynd (1er vicomte Chetwynd), il lui succède à son titre irlandais de vicomte Chetwynd en 1736 grâce à un reliquat spécial et hérite du domaine Ingestre. Il est haut commissaire de Stafford à partir de 1736 et est réélu député de Stafford lors d'une élection partielle le 31 janvier 1738. Il occupe ce siège jusqu'en 1747.
Il décède le 21 juin 1767. Il s'est marié vers 1716 et a, avec son épouse, deux fils et deux filles:
- John Chetwynd, décédé le 30 mai 1741, âgé de 21 ans et célibataire
- William Richard Chetwynd, député de Stafford, décédé en 1765 avant son père
- Catherine Chetwynd, qui épouse John Talbot, deuxième fils de Charles Talbot (1er baron Talbot). Par ce mariage, le domaine Ingestre est passé à la famille Talbot.
- Frances Chetwynd (décédée non mariée en 1805)[3].

Après avoir survécu à ses deux fils, il est remplacé comme vicomte par son frère William Chetwynd (3e vicomte Chetwynd), mais le domaine Ingestre est transmise à sa fille, Catherine Talbot.